# Ophidion dromio
Ophidion dromio is een straalvinnige vissensoort uit de familie van naaldvissen (Ophidiidae). De wetenschappelijke naam van de soort is voor het eerst geldig gepubliceerd in 2003 door Lea & Robins.